# Xavi Arnau
Xavier Arnau Creus (nacido el 20 de marzo de 1973 en Tarrasa, Cataluña) es un exjugador de hockey sobre hierba español. Su logro más importante fue una medalla de plata en los juegos olímpicos de Atlanta 1996 y otra mundial con la selección de España. Es hermano del también profesional Jordi Arnau. 

## Participaciones en Juegos Olímpicos
- Barcelona 1992, puesto 5.
- Atlanta 1996, medalla de plata.
- Sídney 2000, noveno puesto.